# Clorinda Matto de Turner

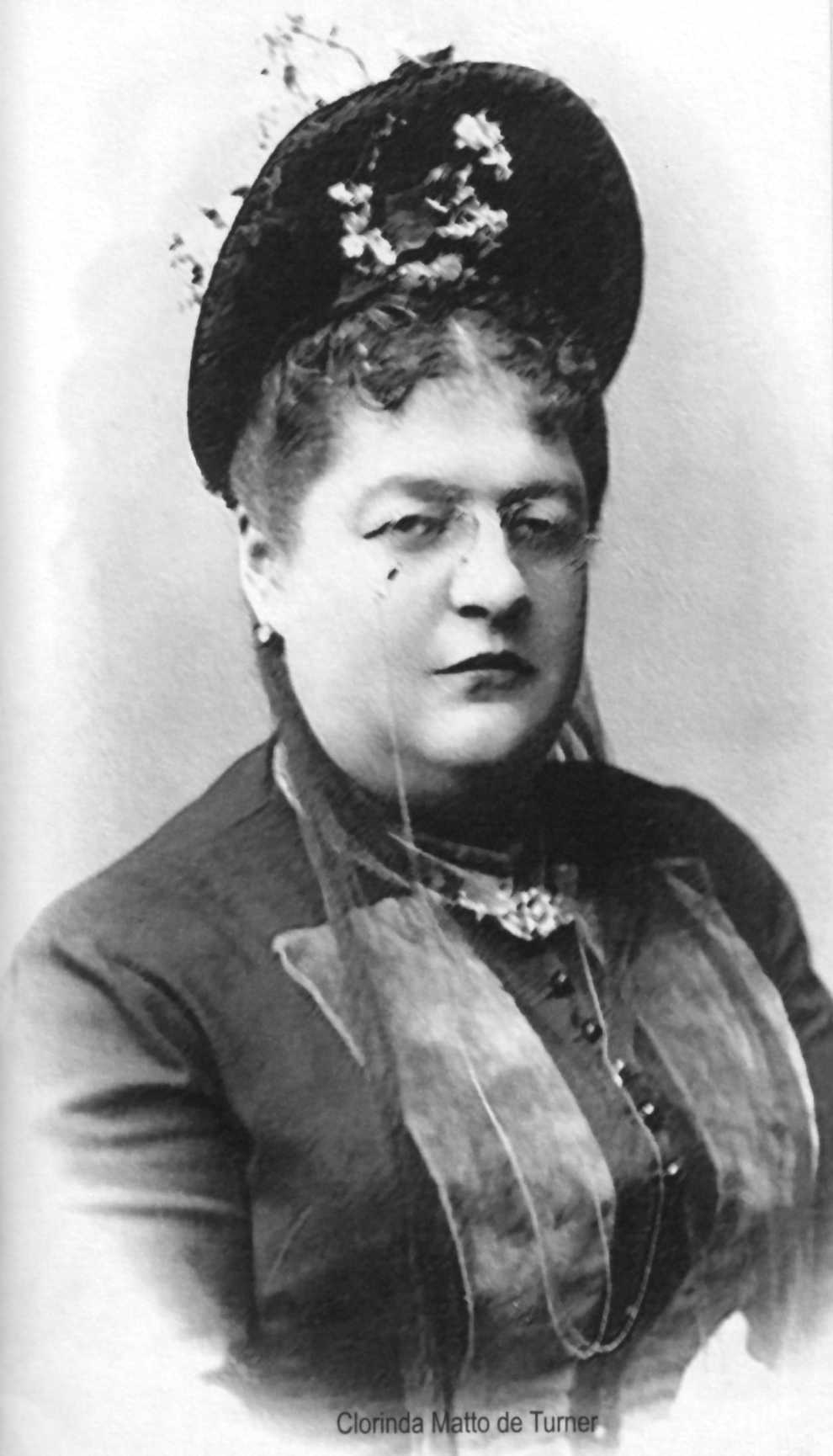
Clorinda Matto de Turner

Clorinda Matto de Turner (* 11. November 1854 in Cuzco, Peru; † 25. Oktober 1909 in Buenos Aires, Argentinien) war eine peruanische Schriftstellerin und Journalistin und gilt als Begründerin des indigenistischen Romans in Lateinamerika; ihre letzten Lebensjahre verbrachte sie in Argentinien und stand auch in Kontakt mit der argentinischen Kulturszene, weswegen sie zum Teil auch der argentinischen Literatur zugerechnet werden kann.

## Leben

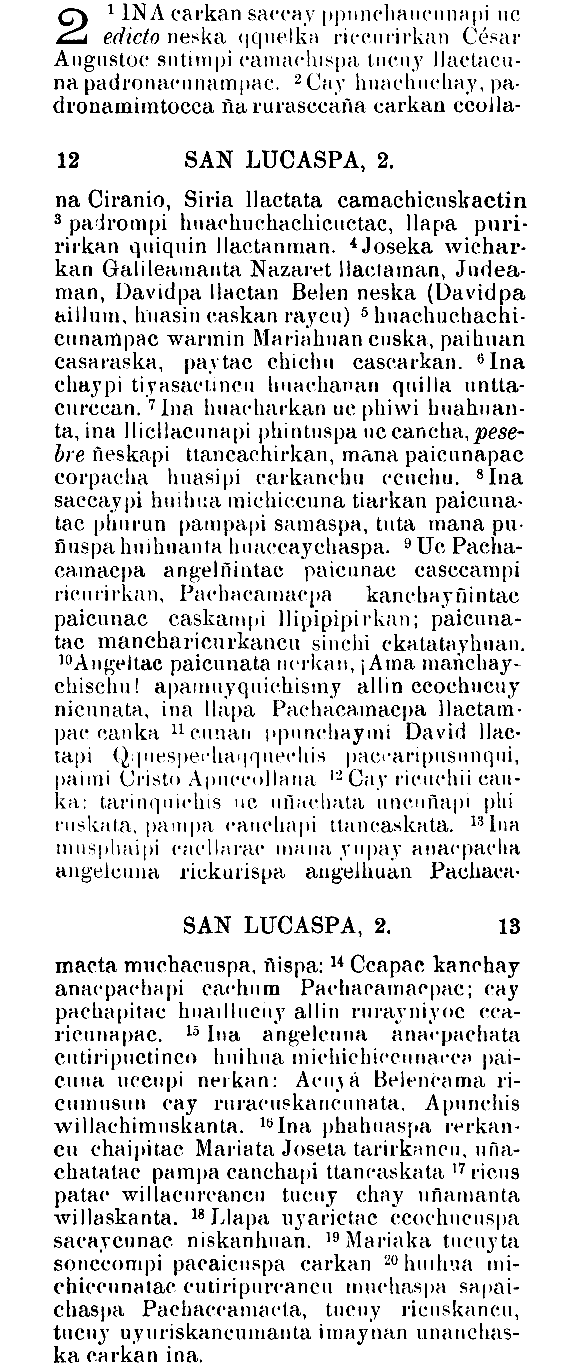
Weihnachtsgeschichte (Lk 2,1–20 EU) auf Cusco-Quechua in der Übersetzung von Clorinda Matto, 1901

Geboren wurde Clorinda Matto als Tochter eines Großgrundbesitzers, Ramón Matto, der ebenfalls Schriftsteller war; sie wuchs in der Provinz auf der Hacienda Paullo Chico in der Nähe der Stadt Cuzco auf und hatte dort Gelegenheit, das Leben der indigenen Bevölkerung aus nächster Nähe zu beobachten. Dabei kam ihr zugute, dass sie außer der spanischen Sprache auch das in Cuzco gesprochene Quechua beherrschte (vgl. Küppers: 150).
Ihre Schulausbildung begann sie in Cuzco, musste sie jedoch mit zehn Jahren abbrechen, um sich nach dem Tod ihrer Mutter um die jüngeren Geschwister zu kümmern. Ihr Vater gab auch der Bitte seiner Tochter nicht nach, in den USA Medizin studieren zu dürfen (vgl. Küppers: 217). 1871 heiratete sie den englischen Arzt und Großgrundbesitzer Joseph Turner und zog mit ihm ins Andendorf Tinta.
Bereits mit 20 Jahren machte sich die Autorin einen Namen in Lima, als sie dort in der Tageszeitung Correo del Perú ihr Erstlingswerk, Tradiciones cuzqueñas (in der Tradition der von Ricardo Palma begründeten costumbristischen Richtung) veröffentlichte. 1876 gab Matto de Turner zum 1. Mal die Zweiwochenzeitschrift El Recreo heraus, in der neben der Behandlung von gesellschaftsbezogenen Themen auch zeitgenössische Literaten wie Juana Manuela Gorriti, Ricardo Palma, Rufino José Cuervo oder Fernán Caballero zu Wort kommen; bereits ein Jahr später musste sie jedoch das Zeitungsprojekt „aus gesundheitlichen Gründen“ aufgeben (vgl. Küppers: 134) und zog nach Arequipa.
1881 löste der Tod ihres Gatten nach zehn Jahren glücklicher, aber kinderloser Ehe neben emotionalen auch wirtschaftliche Probleme aus, da sie aufgrund korrupter Richter und Rechtsanwälte einen Großteil ihres Besitzes verlor; diese Erfahrungen sollten später auch Niederschlag in ihren Romanen finden.
1884–1885 bekleidete sie die Stelle der Chefredakteurin der Zeitung La Bolsa in Arequipa, wo sie auch 1884 die Schrift Elementos de Literatura Según el Reglamento de Instrucción Pública Para Uso del Bello Sexo herausgab. 1884 wurde ihr Theaterstück Hima-Sumac ó El secreto de los Incas uraufgeführt, ein historisches Drama in drei Akten zur Sage des Ollantaschatzes (veröffentlicht 1890 in El Perú Ilustrado, 1892 in Buchform im Eigenverlag, „La Equitativa“).
1886 erschien ihre biografische Studie Doctor Lunarejo über den Schriftsteller Juan de Espinosa Medrano („El Lunarejo“) aus Cuzco, der bereits im 17. Jahrhundert Dramen auf Quechua geschrieben hatte. 1889 wurde Matto de Turner Chefredakteurin der Zeitschrift El Perú Ilustrado in Lima, fast zeitgleich mit Erscheinen ihres ersten Romans, Aves sin nido (dt.: Vögel ohne Nest). Dieser Text rief höchst kontroverse Reaktionen hervor: „Obwohl sich zeigen lässt, dass das Engagement der Schriftstellerin von christlichen, ja patriarchalischen Überzeugungen getragen ist, sieht sie sich schließlich einer immer stärker werdenden Front von Gegnern gegenüber“ (Rössner: 175). Ihr Haus wurde vom aufgehetzten Pöbel angegriffen, insbesondere durch von der Kirche fanatisierte Frauen in Arequipa und Cuzco, ihre Bücher auf den Index gesetzt und in Cuzco im Oktober 1890 auf Scheiterhaufen verbrannt, ihr Standbild in Arequipa öffentlich verbrannt, sie selbst wurde am 5. September 1890 von der Katholischen Kirche (dem Erzbischof Badini von Lima) exkommuniziert, die Lektüre von Aves sin nido und der Zeitschrift verboten (vgl. Küppers: 155). Die Abonnentenzahlen gingen zurück, Clorinda Matto musste 1891 ihren Abschied nehmen. Auf eine Einladung hin reiste sie zur Weltausstellung nach Chicago, um sich der Gerüchteküche zu entziehen.
Zusammen mit ihrem Bruder, dem Arzt Dr. David Matto, gründete Clorinda Matto 1892 in Lima die Druckerei „La Equitativa“ (also etwa: „Die Gerechte“ im Sinne von „Gleichberechtigung oder Gleichstellung der Frau“); sie stellte zu ihrer Bedienung ausschließlich Frauen ein und gab das Blatt Los Andes heraus (vgl. Küppers: 158). Mit dieser Jetzt-erst-recht-Haltung verschaffte sie sich noch mehr Feinde: 1895 marschierten Truppen des Präsidenten Nicolás de Piérola unter dem Jubel von kleinbürgerlichen und konservativen sowie von der Kirche unterstützten Kreisen in Lima ein. Clorinda Mattos Haus sowie ihre Druckerei wurden geplündert, die Einrichtung zerstört. Angesichts der sogenannten „Demokratischen Revolution von ‘95“ verließ Clorinda Matto am 25. April 1895 Lima und ging ins Exil nach Buenos Aires. Ihren Lebensunterhalt verdiente sie zunächst durch Mitarbeit in verschiedenen Zeitungen, außerdem als Lehrerin in zwei Escuelas Normales de Profesoras (Lehrerinnenbildungsanstalten) sowie in der Escuela Comercial de Mujeres (Handelsschule für Frauen), wofür sie auch entsprechendes Unterrichtsmaterial publizierte. Noch im selben Jahr wurde Clorinda Matto de Turner als erste Frau in das „Ateneo de Buenos Aires“ aufgenommen (vgl. Küppers: 195).
Zwischen 1896 und 1908 leitete sie die Zeitschrift El Búcaro Americano in Buenos Aires; namhafte Autoren wie Ricardo Palma, Amado Nervo, Rubén Darío, Leopoldo Lugones und andere veröffentlichten darin (vgl. Küppers: 284). In ihren letzten Lebensjahren unternahm sie zahlreiche Reisen durch Spanien, Frankreich, Italien, Deutschland und England; sie traf dort immer wieder mit Vertreterinnen bürgerlicher Frauenorganisationen zusammen, um die so genannte „Frauenfrage“ zu diskutieren.
Sie starb schließlich in Buenos Aires am 25. Oktober 1909. 1924 wurde der Leichnam Clorinda Mattos nach Peru repatriiert.

## Werk

### Tradiciones Cuzqueñas
1884–1886 fasste Matto de Turner die bereits zuvor in Correo del Perú erschienenen Artikel über landestypische Gebräuche und Sitten sowie kleinen Szenen aus dem Leben der Landesbewohner in zwei Bänden zusammen. Man könnte die Texte als Mischung aus Anekdote, Belehrung und Unterhaltung bezeichnen, die Autorin selbst reiht sie in die Gattung Romanze ein. Es handelt sich um eine literarische Kleinform, ein- bis zweiseitige Texte, die etwas umständlich im Stil wirken, hölzern und ein wenig zu stark didaktisch-belehrend ausgerichtet (vgl. Küppers: 178). Ihre nicht zu übersehende Anlehnung an Ricardo Palma ist wahrscheinlich als Suche nach und Ausnutzen einer männlichen Patronage zu deuten. Indio- und die Frauenproblematik sind darin miteinander verwoben und erklären sich wechselseitig. Die Projektion sexueller Bedürfnisse in die Figur von „Indianerinnen“ erlaubt über Umwege das Aussprechen eines Tabus für die bürgerliche Frau (vgl. Küppers: 183).

### Hima-Sumac ó El secreto de los Incas
Hauptfiguren dieses historischen Dramas sind vornehme Indios, Verwandte von Túpac Amaru, dessen Verlobte sich in einen spanischen Militär verliebt. Dieser will Zugang zum Schatz der Inkas, sie verrät ihn aber nicht und stirbt unter Folter mit ihrer ganzen Verwandtschaft. Auszusetzen sind an dem Text eine ungeübte Dramaturgie sowie allzu viele Unwahrscheinlichkeiten (vgl. Küppers: 177). Interessanterweise gibt es eine Bearbeitung desselben Stoffes durch Juana Manuela Gorriti in der Erzählung „El tesoro de los Incas“.

### Aves sin nido/Vögel ohne Nest
Erschienen 1889, stellt dieser Roman eine radikale Absage an Fanatismus und Scheinheiligkeit dar; er setzt sich für die indigenen Bewohner des peruanischen Hochlands ein, wendet sich gegen den Zölibat und übt scharfe Kritik an den politischen Machthabern auf dem Lande. Zunächst lancierte die Autorin selbst geschickt Propaganda in ihrer eigenen Zeitschrift, El Perú Ilustrado, indem sie ihn zur Subskription anbot. Es wurden dann auch zwei Ausgaben veröffentlicht (eine bei Carlos Prince in Lima und eine bei Félix Lajouane in Buenos Aires). Matto unternahm allerhand geschickte Werbeaktionen: Unter der Rubrik „Mode“ war zu lesen, ein eben kreierter Damenhut trage den Namen „Aves sin nido“, eine Polka erhielt den Namen des Romantitels (vgl. Küppers: 151). So genoss er denn auch bald größte Popularität, 1891 waren bereits beide Auflagen ausverkauft. In der Ankündigung heißt es, es sei ein „libro-fotografía“, ein fotografisches Buch (zit. Küppers: 223), das den Anspruch erhebe, die Wirklichkeit „wahrheitsgetreu“ wiederzugeben. Vögel ohne Nest gilt allgemein als der Startpunkt der  indigenistischen Literatur in Lateinamerika, in der Probleme der indigenen Bevölkerung im Mittelpunkt stehen. Der Titel bzw. die dahinter liegende Metapher der „Vögel ohne Nest“ (im Sinne von „vaterloser Kinder“) bezieht sich darauf, dass die beiden Hauptfiguren am Ende erfahren, dass sie als uneheliche Kinder eines Priesters in Wirklichkeit Halbgeschwister sind, was ihrer Liebesbeziehung ein jähes Ende bereitet und die angestrebte Ehe unmöglich macht. Daneben werden die korrupten weltlichen Würdenträger schärfstens aufs Korn genommen, während Frauen und Indios mit Sympathie betrachtet werden. Das gesellschaftskritische und antiklerikale Element ist also eines der hervorstechendsten inhaltlichen Merkmale dieses Romans.

#### Literarische Vorläufer
Die Indiothematik wurde schon vorher in der Erzählung „Si haces mal no esperes bien“ (1861) von Juana Manuela Gorriti angeschnitten; dort gab es auch schon Anklage gegen den sexuellen Missbrauch an Indianerinnen. Ein weiterer Vorläufer ist in Narciso Arésteguis kirchenkritischen Text El Padre Horán (Cuzco 1848) zu sehen, der darin ein reales Ereignis verarbeitet hatte: 1836 gab es einen Prozess gegen einen Priester, der eine Frau aus seiner Kirchengemeinde ermordet hatte. Clorinda Mattos Großvater, Manuel Torres Mato, war als Präfekt des Departements Cuzco an der Aufklärung des Falls beteiligt gewesen (vgl. Küppers: 226).

### Índole
Der zweite Roman von Clorinda Matto de Turner erschien mit dem Untertitel „Novela peruana“ (also: Peruanischer Roman) in Lima, 1891. Auch hier ist wiederum eines der Hauptmotive priesterliche sexuelle Gier, ausgelöst durch die „Unsitte“ des Beichtstuhls, durch die sich Priester Zugang zu den intimen Geheimnissen weiblicher Lebensläufe und damit Kontrolle über die weibliche Psyche verschaffen (vgl. die ähnliche Thematik im Roman La Regenta des Spaniers Clarín). Konsequenterweise plädiert also die Autorin für die Priesterehe, mit dem Argument, sexuelle Triebe seien natürlich und „gottgewollt“ und sollten nicht unterdrückt werden.

### Herencia
Der dritte Roman der Autorin ist ein typischer Stadtroman, z. T. treten in ihm die gleichen Figuren auf wie in Aves sin nido, deren „Fortsetzung“ er ist. Hier wird nun auch in naturalistischer Manier die Unterwelt von Lima in ihrer Misere gezeigt; weibliches Begehren und sexuelle Frustration der Frauen kommt erstmals unverblümt zum Ausdruck.

### Bibelübersetzung ins Quechua

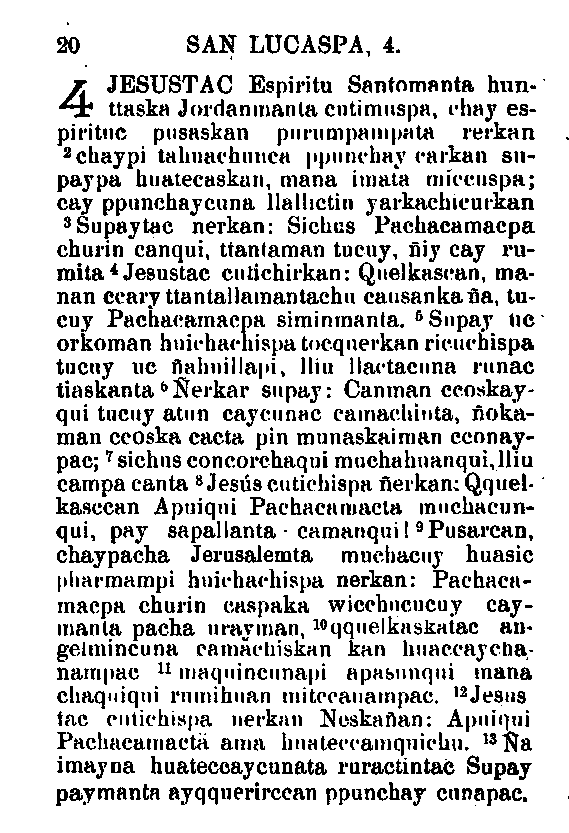
auf Cusco-Quechua in der Übersetzung von Clorinda Matto, 1901

Bereits 1824 hatte der schottische baptistische Pastor James Thompson mit einer Arbeitsgruppe von vier Übersetzern das Neue Testament ins Quechua übersetzt, doch ging das Manuskript wegen der Kriegsereignisse 1825 verloren. Erst 1880 kam eine erste Quechua-Übersetzung des Johannesevangeliums heraus. So war Clorinda Matto die erste Übersetzerin, von der große Teile des Neuen Testaments auf Quechua erschienen. Sie übersetzte die vier Evangelien, die Apostelgeschichte und den Römerbrief aus dem Spanischen ins Quechua von Cuzco, die zwischen 1901 und 1904 in Buenos Aires herauskamen. 1907 und 1915 folgten revidierte Fassungen.

### Weitere Werke
- Leyendas y recortes
- Bocetos al lápiz de americanos célebres (1890): 11 Biographien
- Boreales, miniaturas y porcelanas (1902): Galerie von 23 Porträts
- Viaje de recreo (1909 posthum in Valencia): mit Bildtafeln ausgestattetes Reisetagebuch

### Erstausgaben
- Aves sin nido. Lima: Imprenta del Universo de Carlos Prince, 1889.
- Índole. Lima: Imprenta Bacigalupi, 1891.
- Herencia. Lima: Imprenta Bacigalupi, 1893.

### Moderne Ausgaben
- Aves sin nido. Lima: Ed. Omega, um 1989.
- Aves sin nido. Caracas: Biblioteca Ayacucho, 1994. (Biblioteca Ayacucho; 186), ISBN 980-276-223-7, ISBN 980-276-222-9
- Aves sin nido. Buenos Aires: Stock Cero 2004
- Herencia. Lima: Instituto Nacional de Cultura, 1974.
- Herencia. Ed. de Mary G. Berg. 1. ed. Buenos Aires: Stock Cero, 2006.
- Indole: (novela peruana). Ed. de Mary G. Berg. 1. ed. Buenos Aires: Stock Cero, 2006. ISBN 987-1136-43-9

### Übersetzungen

#### Englisch
- Birds without a nest: a novel: a story of Indian life and priestly oppression in Peru / by Clorinda Matto de Turner; translation by J.G.H. (1904); emended by Naomi Lindstrom (1996). Austin: University of Texas Press, 1996. (Texas Pan American Series), ISBN 0-292-75194-X (cloth), ISBN 0-292-75195-8 (paper)
- Torn from the nest. Ed. and with a foreword and chronology by Antonio Carnejo-Polar. Transl. from the Spanish by John H. R. Polt. New York [u. a.]: Oxford University Press, 1998. (Library of Latin America) ISBN 0-19-511005-6, ISBN 0-19-511006-4

## Sekundärliteratur
- Arambel-Guiñazú, María Cristina & Claire Emilie Martin. La prensa no tiene secso. Las mujeres toman la palabra: escritura femenina del siglo XIX. 2 Bände. Madrid: Iberoamericana, 2001, Bd. I: S. 45–76.
- Arambel-Guiñazú, María Cristina & Claire Emilie Martin. Del romanticismo al realismo. Novelistas peruanas de fin de siglo. Las mujeres toman la palabra: escritura femenina del siglo XIX. 2 Bände. Madrid: Iberoamericana, 2001, Bd. I: pp. 179–196.
- Berg, Mary G. Clorinda Matto de Turner: periodista y crítica (Perú, 1852–1909). In Las desobedientes: Mujeres de nuestra América. Ed. Betty Osorio y María Mercedes Jaramillo. Bogotá: Panamericana Editorial, 1997, S. 147–159.
- Berg, Marg G. Presencia y ausencia de Clorinda Matto de Turner en el panorama literario peruano, in Edición e interpretación de textos andinos. Ed. Ignacio Arellano y José Antonio Mazotti. Navarra: Univ. de Navarra, 2000, S. 211–229.
- Berg, Mary G. „Role Models and Andean Identities in Clorinda Matto de Turner“. Studies in Honor of Denah Lida. Eds. Mary G. & Lanin A. Gyurko. Potomac: Scripta Humanistica, No. 153, 2005, S. 297–305.
- Carrillo, Francisco. Clorinda Matto de Turner y su indigenismo literario. Lima: Ediciones de la Biblioteca Universitaria, 1967.
- Cornejo Polar, Antonio. Aves sin nido: Indios, 'notables' y forasteros. La novela peruana. 2. Auflage. Lima: Horizonte, 1989, S. 11–36.
- Cornejo Polar, Antonio. Escribir en el aire. Lima: Editorial Horizonte, 1994, S. 130–136.
- Ertler, Klaus-Dieter. Kleine Geschichte des lateinamerikanischen Romans. Strömungen – Autoren – Werke. Tübingen: Narr, 2002, S. 102–109.
- Kristal, Efraín. Una visión urbana de los andes. Lima: Instituto de Apoyo Agrario, 1989.
- Küppers, Gabriele: Peruanische Autorinnen vor der Jahrhundertwende: Literatur und Publizistik als Emanzipationprojekt bei Clorinda Matto de Turner. Frankfurt/M.: Peter Lang, 1989. (Europäische Hochschulschriften; 24,30)
- Meléndez, Concha. La novela indianista en Hispanoamérica (1832–1889). Río Piedras: Universidad de Puerto Rico, 1961.
- Müller, Hans Joachim, „Clorinda Matto de Turner: 'Aves sin nido“', in: Volker Roloff, Harald Wentzlaff Eggebert (Hg.), Der hispanoamerikanische Roman, Bd. I: Von den Anfängen bis Carpentier, Darmstadt (Wissenschaftliche Buchgesellschaft) 1992, S. 78–91.
- Peluffo, Ana. „Bajo las alas del ángel de caridad: Indigenismo y beneficencia en el Perú republicano“. Revista Iberoamericana 206 (enero-marzo 2004), S. 103–115.
- Rössner, Michael (ed.): Lateinamerikanische Literaturgeschichte. Stuttgart [u. a.]: Metzler, 1995. ISBN 3-476-01202-6
- Ward, Thomas. „La Ideología Nacional de Clorinda Matto de Turner“. Neophilologus 86 (2002), S. 401–415.
- Ward, Thomas. La teoría literaria: romanticismo, krausismo y modernismo ante la 'globalización' industrial. University, MS: University of Mississippi, „Romance Monographs“, 2004, S. 113–120; 140–144.
- Ward, Thomas. La resistencia cultural: la nación en el ensayo de las Américas. Lima: Universidad Ricardo Palma, 2004, S. 178–198.